# مسیر لاجوردی
مسیرلاجورد یک مسیر ترانزیتی بین‌المللی است. مسیر در سال ۲۰۱۸ افتتاح شد و افغانستان را از طریق ترکمنستان، آذربایجان و گرجستان به ترکیه وصل می‌کند.
نام لاجورد از یک مسیر تاریخی قدیمی گرفته شده‌است که لاجورد و سایر سنگ‌های نیمه قیمتی افغانستان در طول بیش از ۲۰۰۰ سال قبل به قفقاز، روسیه، بالکان، اروپا و شمال آفریقا در طول جاده ابریشم صادر شده‌است. این ابتکار برای تقویت پروژه‌های اولویت ملی و انکشاف زیرساخت‌ها و اتصالات، انرژی و بخش خصوصی دولت افغانستان عمل خواهد کرد. کریدور لاجورد توسط بانک توسعه آسیایی تأمین می‌شود. در حال حاضر بودجه پروژه ترانزیتی ۲ میلیارد دلار برآورد شده‌است.

## تاریخ
مذاکرات بر سر ایجاد این کریدور جدید به سال ۲۰۱۲ برمی گردد و به مدت پنج سال به دلیل تعدادی از عوامل در منطقه از جمله ناامنی (رشد خشونت خانگی)، بی‌ثباتی اقتصادی در سراسر آسیای مرکزی و میراث شبکه‌های زیرساختی ضعیف در منطقه ادامه یافت. کشورهای عضو درگیر توافقنامه حمل و نقل و ترانزیت مسیر لاجورد توسط وحیدالله ویسی وزیر امور خارجه وقت و وزیر همکاری اقتصادی افغانستان آغاز شد. اسم کریدور حمل و نقل از رنگ لاجورد معدنی اخذ شده‌است که در قدیم یکی از محصولات اصلی صادرات از آسیای مرکزی به خاورمیانه، اروپا و شمال آفریقا بوده‌است. هدف از این قرارداد تقویت همکاری‌های اقتصادی منطقه‌ای و ارتباط بین کشورهای افغانستان، ترکمنستان، آذربایجان، گرجستان و ترکیه است و از این طریق روابط اقتصادی و فرهنگی بین اروپا و آسیا را گسترش می‌دهد. در انجام این کار، این ابتکار به دنبال بهبود زیرساخت‌ها و رویه‌های حمل‌ونقل (از جمله جاده، ریلی و دریایی)، افزایش صادرات و گسترش فرصت‌های اقتصادی شهروندان در کشورهای بهره‌مند از این کریدور حمل‌ونقل جدید است.
رئیس‌جمهور افغانستان، اشرف غنی، این مسیر را در مراسمی در هرات در ۱۳ دسامبر ۲۰۱۸ افتتاح کرد. اولین کامیون‌ها ۱۷۵ تن پنبه، میوه خشک و کنجد را حمل کردند.
چهار بحث فنی در مورد توافقنامه مسیر لاجورد لازولی (که بخش بزرگی از کریدور حمل و نقل شماره 2 CAREC را در بر می‌گیرد) برگزار شده‌است که آخرین مورد در ۱۵ تا ۱۶ نوامبر ۲۰۱۶ در باکو اتفاق افتاد که متن توافق نهایی شد. توافقنامه مسیر لاجورد در ۱۵ نوامبر ۲۰۱۷ در کنار هفتمین RECCA در عشق آباد امضا شد. مسیر
لاجورد به پروژه کریدور میانی ترکیه ("کریدور تجاری و حمل و نقل ترانس خزر شرق-غرب") متصل خواهد شد.نرخ بازده اقتصادی و ارزش فعلی خالص هنوز باید تعیین شود، اما با اعمال نرخ تنزیل ۱۲ درصد، انتظار می‌رود بازده کلی مثبت باشد.
مسیر
کریدور از تورغندی در استان هرات غربی افغانستان آغاز می‌شود و تا بندر ترکمن باشی (در دریای خزر) در ترکمنستان ادامه می‌یابد. پس از عبور از دریای خزر، مسیر به باکو، پایتخت آذربایجان ادامه می‌یابد و سپس به تفلیس، پایتخت گرجستان و همچنین بنادر پوتی و باتومی گرجستان متصل می‌شود. در نهایت این کریدور در ورودی اروپا به شهرهای قارص و استانبول ترکیه متصل می‌شود.
به گفته اتاق بازرگانی و صنایع افغانستان (ACCI)، ۸۰ درصد کالاهایی که از جنوب آسیا به اروپا ارسال می‌شود، از طریق این مسیر (از طریق راه‌آهن در افغانستان و همچنین کشورهای قفقاز جنوبی و هنگام عبور از دریای خزر و با کشتی انجام می‌شود). دریاهای سیاه). علاوه بر این، دهلیز لاجورد برنامه‌ریزی شده با هدف کاهش وابستگی افغانستان به بندر کراچی پاکستان برای صادرات آن است. کاهش موانع تجاری، کاهش هزینه‌های مبادله، بهبود حاکمیت فرامرزی از طریق هماهنگ سازی، افزایش تجارت و ترانزیت و افزایش همکاری‌های منطقه ای از اهداف اصلی این پروژه است. این کریدور در چارچوب کارنه حمل و نقل بین‌المللی مسیریاب (TIR) فعالیت خواهد کرد.